# Ashe (Hampshire)
Pour les articles homonymes, voir Ashe.
Ashe est un village situé à l'ouest de la ville de Basingstoke, dans le comté du Hampshire, en Angleterre. Il constitue une partie de la paroisse civile d'Overton.

## Source de la traduction
- (en) Cet article est partiellement ou en totalité issu de l’article de Wikipédia en anglais intitulé « Ashe, Hampshire » (voir la liste des auteurs).